# Phlox rugelii
Phlox rugelii är en blågullsväxtart som beskrevs av August Brand. Phlox rugelii ingår i släktet floxar, och familjen blågullsväxter. Inga underarter finns listade i Catalogue of Life.